# Gryllacrididae
Gryllacrididae, porodica kukaca iz nadporodice Stenopelmatoidea, red Orthoptera. Sastoji se od potporodica Gryllacridinae i Lezininae. 
Pripada mu i rod Pseudogryllacris s fosilnom vrstom P. propinqua koji je pronađen u Bavarskoj, Njemačka.

## Rodovi:
Aancistroger, Abelona, Acanthogryllacris, Afroepacra, Afrogryllacris, Afroneanias, Ametroides, Ametrosomus, Ametrus, Amphibologryllacris, Anancistrogera, Ancistrogera, Aphanogryllacris, Apotrechus, Apteronomus, Arrolla, Asarcogryllacris, Atychogryllacris, Australogryllacris, Barombogryllacris, Borneogryllacris, Bothriogryllacris, Brachybaenus, Brachyntheisogryllacris, Camptonotus, Capnogryllacris, Caustogryllacris, Celebogryllacris, Celeboneanias, Chauliogryllacris, Cooraboorama, Craspedogryllacris, Cyanogryllacris, Dialarnaca, Diaphanogryllacris, Dibelona, Dictyogryllacris, Dinolarnaca, Echidnogryllacris, Epacra, Eremus, Erythrogryllacris, Eugryllacris, Giganteremus, Gigantogryllacris, Glenogryllacris, Glomeremus, Gryllacris, Hadrogryllacris, Haplogryllacris, Heterogryllacris, Hyalogryllacris, Hyperbaenus, Idiolarnaca, Kinemania, Larnaca, Lezina, Lyperogryllacris, Melaneremus, Melanogryllacris, Metriogryllacris, Mooracra, Nannogryllacris, Neanias, Nesogryllacris, Niphetogryllacris, Nippancistroger, Nullanullia, Nunkeria, Otidiogryllacris, Papuogryllacris, Papuoneanias, Paragryllacris, Pardogryllacris, Pareremus, Phlebogryllacris, Phryganogryllacris, Pissodogryllacris, Progryllacris, Prosopogryllacris, Pseuderemus, Psilogryllacris, Pterapothrechus, Siderogryllacris, Solomogryllacris, Stictogryllacris, Triaenogryllacris, Tytthogryllacris, Urogryllacris, Wirritina, Woznessenskia, Xanthogryllacris, Xiphogryllacris, Zalarnaca.